# Dème de Spáta-Artémida
Le dème de Spáta-Artémida (grec moderne : Δήμος Σπάτων-Αρτέμιδος) est un dème situé dans le district régional de l'Attique de l'Est dans la périphérie de l'Attique en Grèce. Le dème de Spáta-Artémida est en 2011 par la fusion des dèmes préexistants de Spáta et d'Artémida, devenus des unités démotiques.
L'Aéroport international d'Athènes Elefthérios-Venizélos se trouve pour la plus grande partie sur le territoire de Spáta.

## Galerie

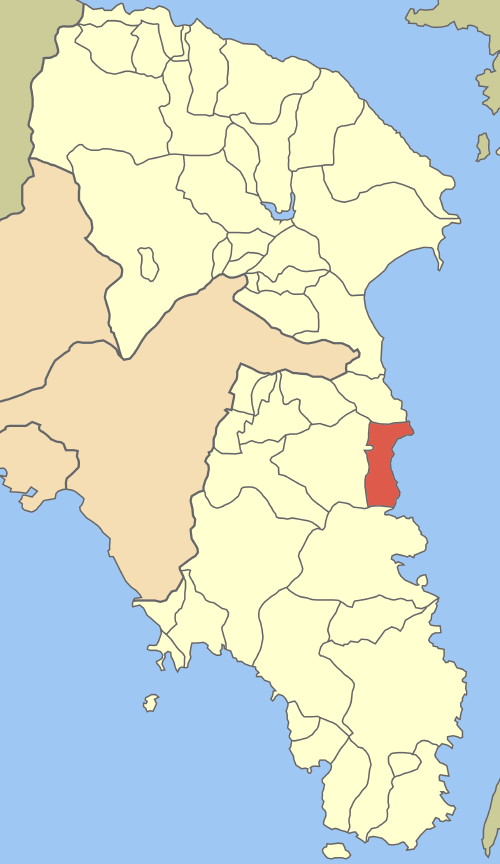
L'unité démotique d'Artémida
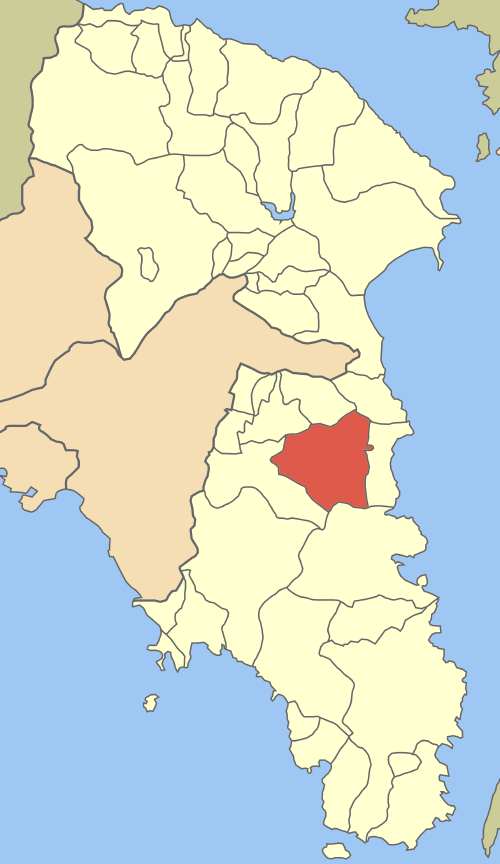
L'unité démotique de Spáta
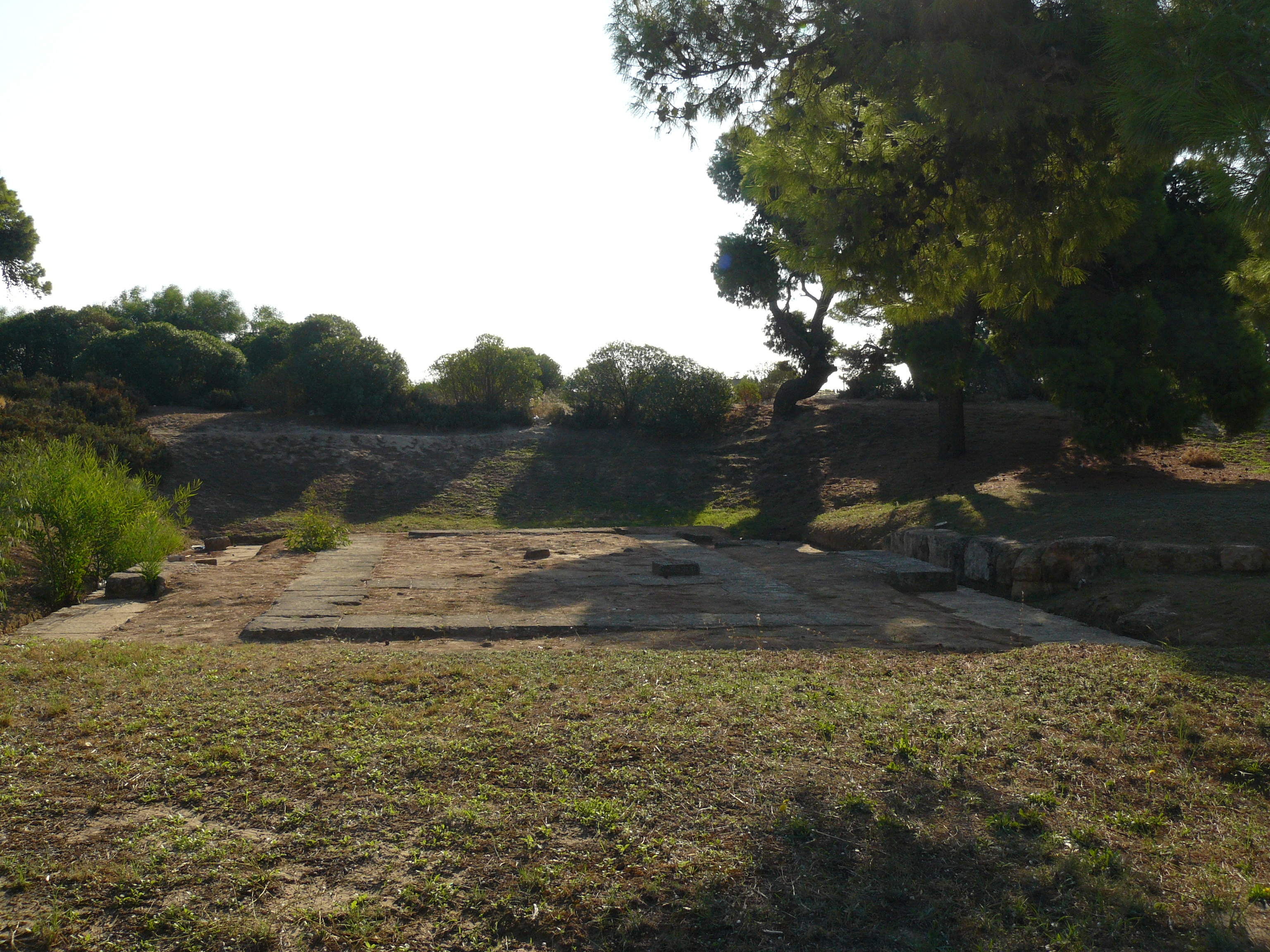
Le temple d'Artémis Tauropoulos, à Artémida
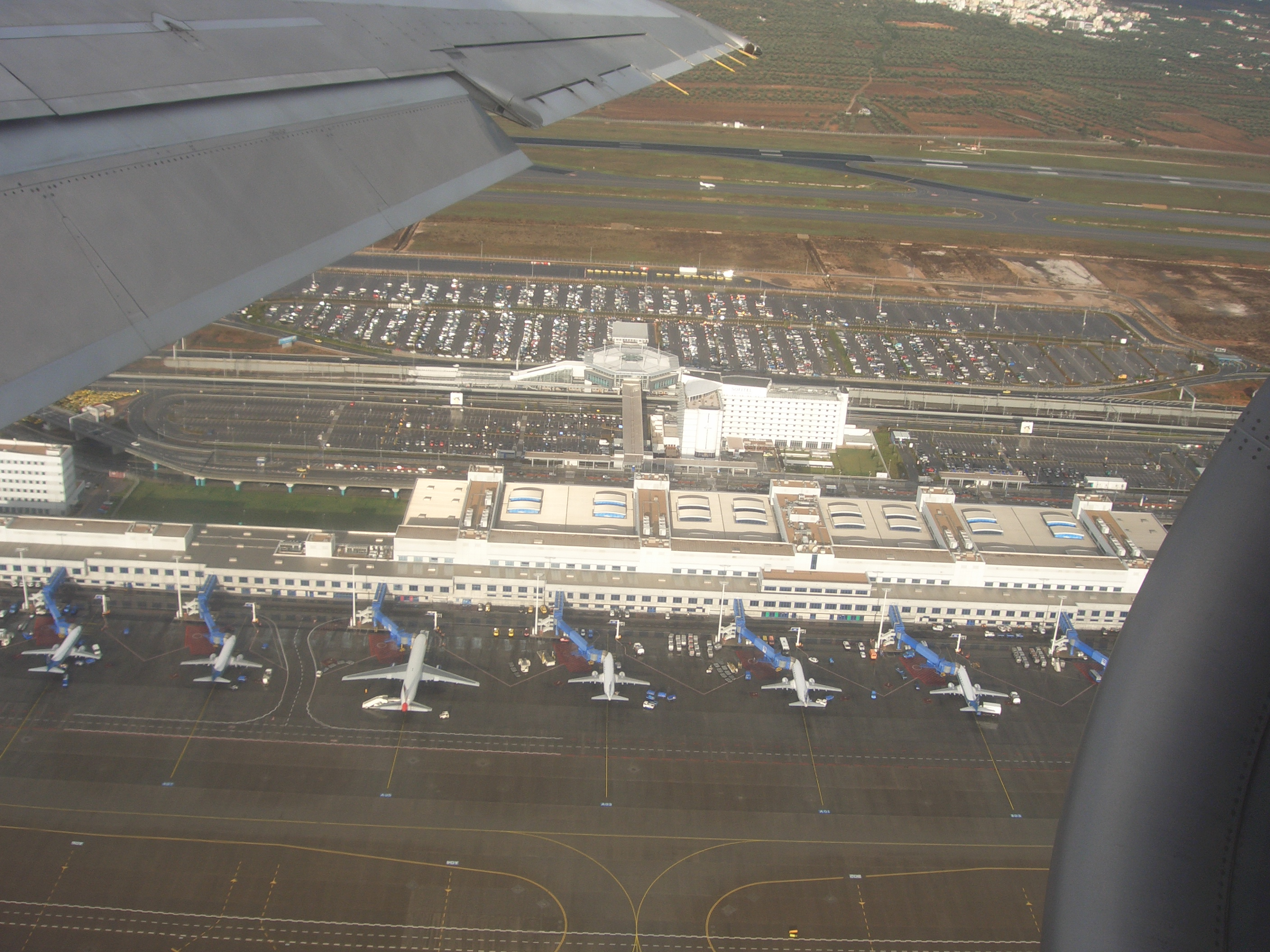
L'aéroport international d'Athènes Elefthérios-Venizélos, à Spáta
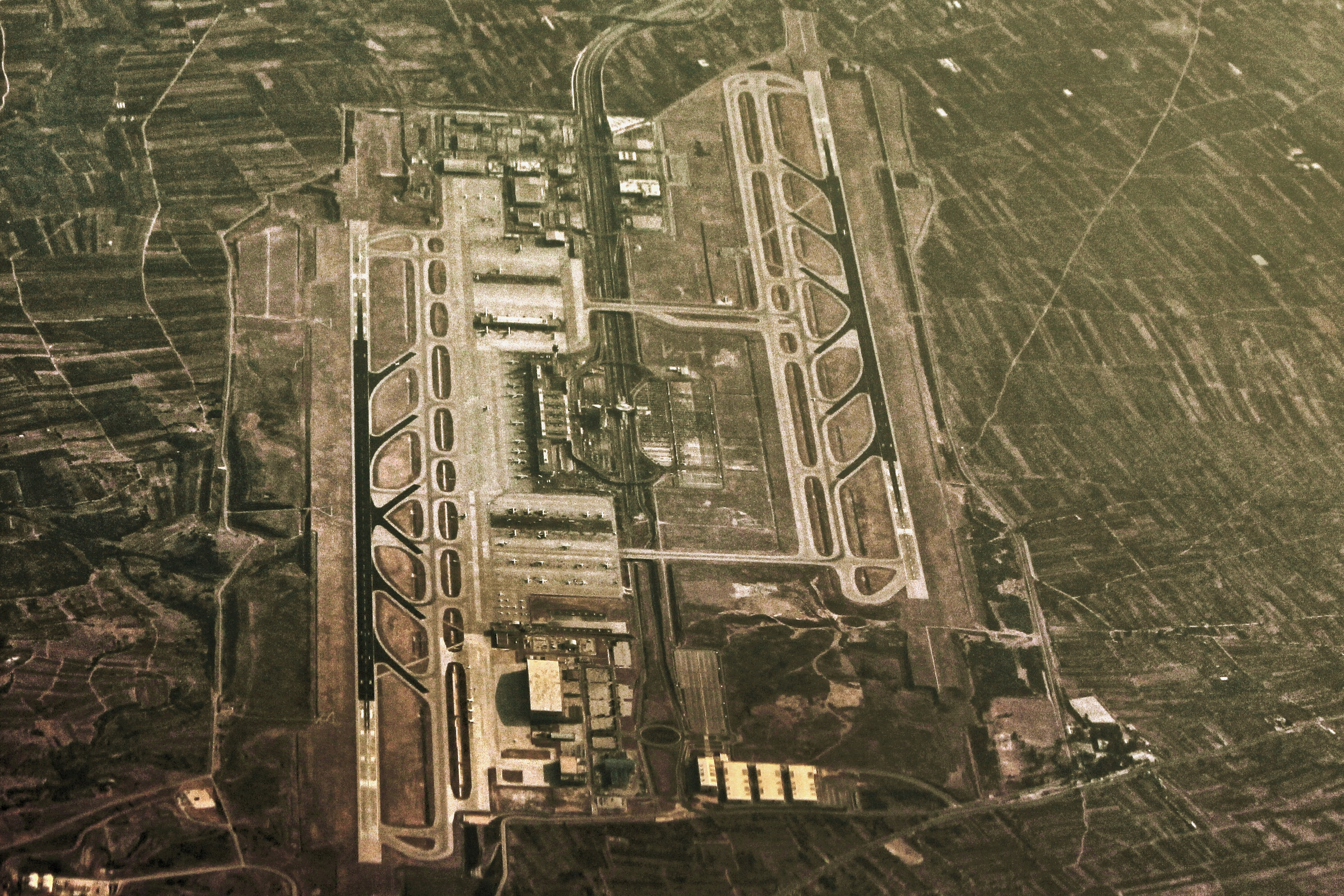
Vue aérienne de l'aéroport, à Spáta
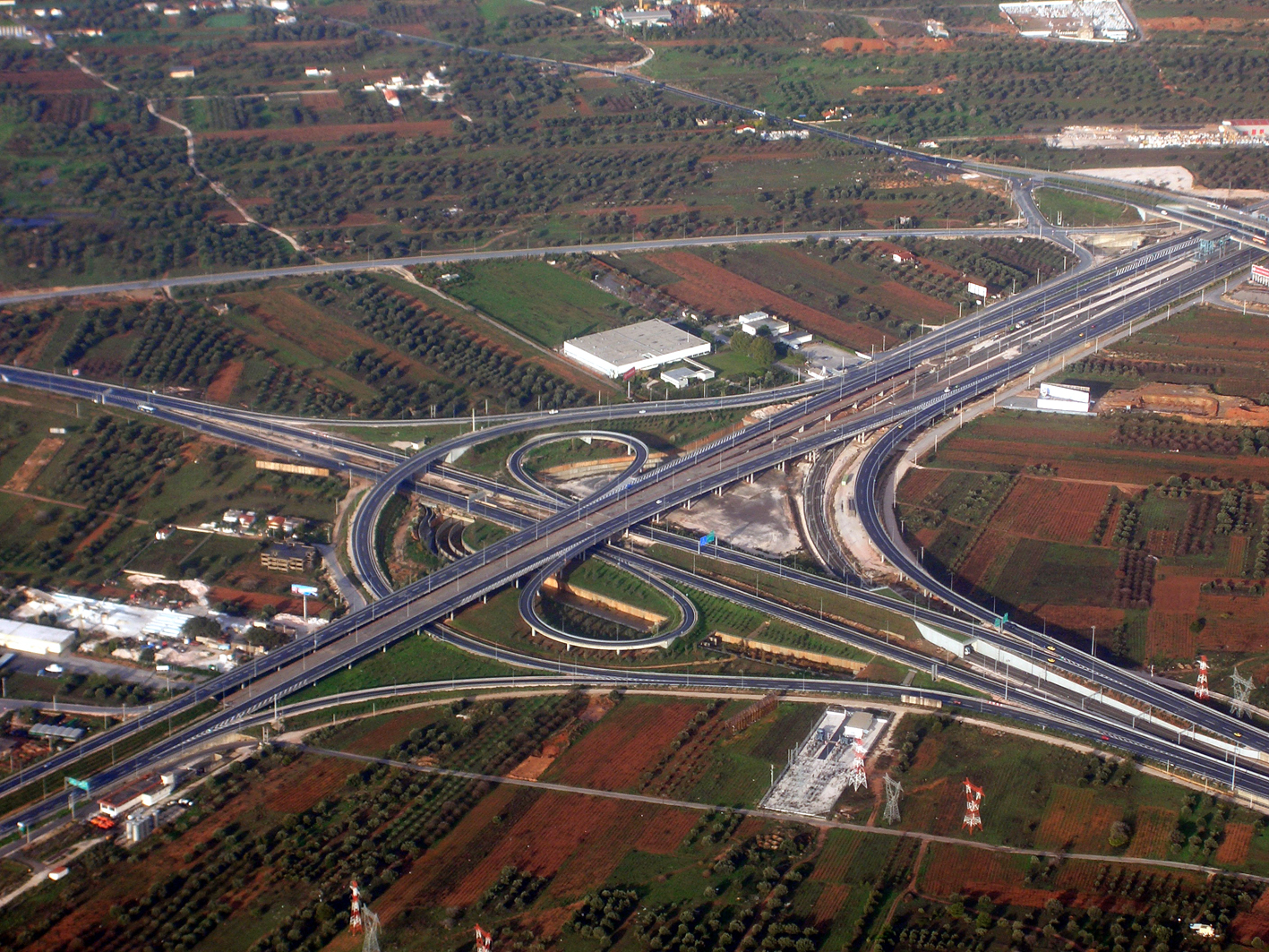
L'échangeur de l'aéroport, sur l'Attiki Odos, à Spáta
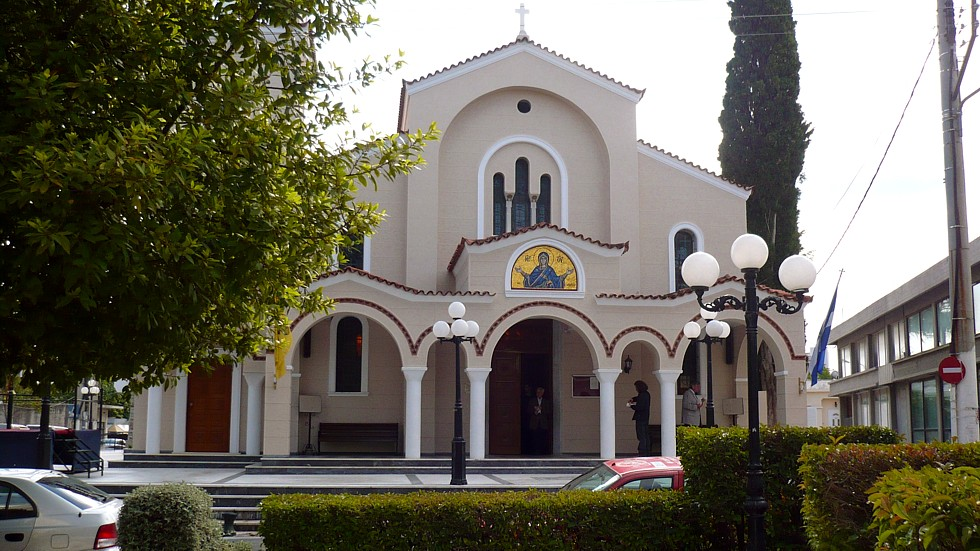
L'église de la Dormition à Spáta, cathédrale de la Métropole de la Mésogée et de la Lauréotique
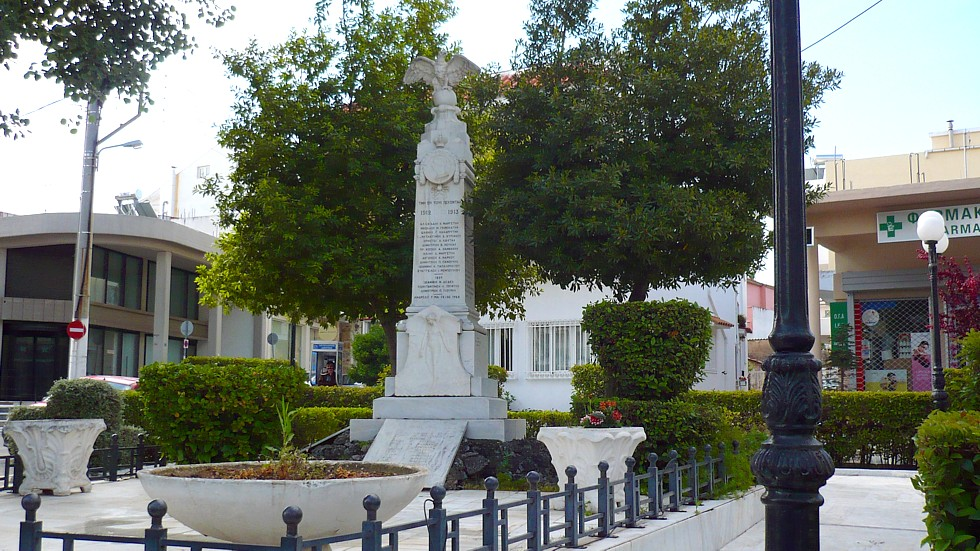
Le Square des Héros, à Spáta, avec le monument aux morts